# Гуажара-Мирин (микрорегион)
Микрорегион Гуажара-Мирин е един от осемте микрорегиона на бразилския щат Рондония, част от мезорегион Мадейра-Гуапоре. Образуван е от три общини (градове).

## Общини
- Коста Маркис
- Гуажара-Мирин
- Сао Франсиско до Гуапоре